# Metalist Kharkiv
Ne pas confondre avec le Metalist 1925 Kharkiv
Maillots
Actualités
Le Futbolnyy Klub Metalist Kharkiv (en ukrainien : Футбольний клуб Металіст Харків), plus couramment abrégé en Metalist Kharkiv, est un club ukrainien de football fondé en 1925 et basé dans la ville de Kharkiv.
L'entité initiale a disparu au cours de l'année 2016 avant d'être recréée en 2021 sur la base du Metal Kharkiv.

## Historique
- 1925 : fondation du club sous le nom de KPZ Kharkov
- 1939 : le club est renommé Zénith Kharkov
- 1945 : le club est renommé Traktor Kharkov
- 1946 : le club est renommé Dzerjinets Kharkov
- 1956 : le club est renommé Avangard Kharkov
- 1967 : le club est renommé Metallist Kharkov
- 1988 : 1re participation à une Coupe d'Europe (C2, saison 1988/1989)
- 1992 : le club est renommé Metalist Kharkiv
- 2016 : le club disparaît à la suite du départ du propriétaire
- 2021 : le club est refondé sur la base du Metal Kharkiv qui récupère en juin 2021 le nom et l'identité visuelle du Metalist[2],[3].

## Bilan sportif

### Palmarès
| Période ukrainienne | Période soviétique |
| - Championnat d'Ukraine : - Vice-champion : 2012-13. - Coupe d'Ukraine : - Finaliste : 1992. - Championnat d'Ukraine D2 : - Vice-champion : 2003-04. - Championnat d'Ukraine D3 (1) : - Champion : 2020-21. (Sous le nom de Metal Kharkiv) | - Coupe d'Union soviétique (1) : - Vainqueur : 1987-88. - Finaliste : 1983. - Supercoupe d'Union soviétique : - Finaliste : 1989. - Coupe de la fédération soviétique : - Finaliste : 1987. - Championnat d'Union soviétique D2 (1) : - Vainqueur : 1981. - Championnat d'Union soviétique D3 (1) - Vainqueur : 1978 (zone 2). |

### Classements en championnat
La frise ci-dessous résume les classements successifs du club en championnat d'Union soviétique.
La frise ci-dessous résume les classements successifs du club en championnat d'Ukraine.

### Bilan européen
Légende
- Victoire ou qualification pour le tour suivant
- Match nul
- Défaite ou élimination de la compétition

Note : dans les résultats ci-dessous, le score du club est toujours donné en premier.
| Saison                                         | Compétition                                    | Tour                                           | Club                                           | Domicile                                       | Extérieur                                      | Total                                          |
| Représentant de l'Union soviétique (1988-1991) | Représentant de l'Union soviétique (1988-1991) | Représentant de l'Union soviétique (1988-1991) | Représentant de l'Union soviétique (1988-1991) | Représentant de l'Union soviétique (1988-1991) | Représentant de l'Union soviétique (1988-1991) | Représentant de l'Union soviétique (1988-1991) |
| ---------------------------------------------- | ---------------------------------------------- | ---------------------------------------------- | ---------------------------------------------- | ---------------------------------------------- | ---------------------------------------------- | ---------------------------------------------- |
| 1988-1989                                      | Coupe des coupes                               | Seizièmes de finale                            | Borac Banja Luka                               | 4 - 0                                          | 0 - 2                                          | 4 - 2                                          |
| 1988-1989                                      | Coupe des coupes                               | Huitièmes de finale                            | Roda JC                                        | 0 - 0                                          | 0 - 1                                          | 0 - 1                                          |
| Représentant de l'Ukraine (depuis 1992)        |                                                |                                                |                                                |                                                |                                                |                                                |
| 2007-2008                                      | Coupe UEFA                                     | Premier tour                                   | Everton FC                                     | 2 - 3                                          | 1 - 1                                          | 3 - 4                                          |
| 2008-2009                                      | Coupe UEFA                                     | Premier tour                                   | Beşiktaş JK                                    | 4 - 1                                          | 0 - 1                                          | 4 - 2                                          |
| 2008-2009                                      | Coupe UEFA                                     | Groupe B                                       | Hertha Berlin                                  | 0 - 0                                          | N/A                                            | Premier                                        |
| 2008-2009                                      | Coupe UEFA                                     | Groupe B                                       | Galatasaray SK                                 | N/A                                            | 1 - 0                                          | Premier                                        |
| 2008-2009                                      | Coupe UEFA                                     | Groupe B                                       | Olympiakos                                     | 1 - 0                                          | N/A                                            | Premier                                        |
| 2008-2009                                      | Coupe UEFA                                     | Groupe B                                       | Benfica Lisbonne                               | N/A                                            | 1 - 0                                          | Premier                                        |
| 2008-2009                                      | Coupe UEFA                                     | Seizièmes de finale                            | Sampdoria de Gênes                             | 2 - 0                                          | 1 - 0                                          | 3 - 0                                          |
| 2008-2009                                      | Coupe UEFA                                     | Huitièmes de finale                            | Dynamo Kiev                                    | 3 - 2                                          | 0 - 1                                          | 3 - 3E                                         |
| 2009-2010                                      | Ligue Europa                                   | Troisième tour Q                               | HNK Rijeka                                     | 2 - 0                                          | 2 - 1                                          | 4 - 1                                          |
| 2009-2010                                      | Ligue Europa                                   | Barrages Q                                     | Sturm Graz                                     | 0 - 1                                          | 1 - 1                                          | 1 - 2                                          |
| 2010-2011                                      | Ligue Europa                                   | Barrages Q                                     | Omonia Nicosie                                 | 2 - 2                                          | 1 - 0                                          | 3 - 2                                          |
| 2010-2011                                      | Ligue Europa                                   | Groupe I                                       | PSV Eindhoven                                  | 0 - 2                                          | 0 - 0                                          | Deuxième                                       |
| 2010-2011                                      | Ligue Europa                                   | Groupe I                                       | Sampdoria de Gênes                             | 2 - 1                                          | 0 - 0                                          | Deuxième                                       |
| 2010-2011                                      | Ligue Europa                                   | Groupe I                                       | Debrecen VSC                                   | 2 - 1                                          | 5 - 0                                          | Deuxième                                       |
| 2010-2011                                      | Ligue Europa                                   | Seizièmes de finale                            | Bayer Leverkusen                               | 0 - 4                                          | 0 - 2                                          | 0 - 6                                          |
| 2011-2012                                      | Ligue Europa                                   | Barrages Q                                     | FC Sochaux-Montbéliard                         | 0 - 0                                          | 4 - 0                                          | 4 - 0                                          |
| 2011-2012                                      | Ligue Europa                                   | Groupe G                                       | AZ Alkmaar                                     | 1 - 1                                          | 1 - 1                                          | Premier                                        |
| 2011-2012                                      | Ligue Europa                                   | Groupe G                                       | Austria Wien                                   | 4 - 1                                          | 2 - 1                                          | Premier                                        |
| 2011-2012                                      | Ligue Europa                                   | Groupe G                                       | Malmö FF                                       | 3 - 1                                          | 4 - 1                                          | Premier                                        |
| 2011-2012                                      | Ligue Europa                                   | Seizièmes de finale                            | Red Bull Salzbourg                             | 4 - 0                                          | 4 - 1                                          | 8 - 1                                          |
| 2011-2012                                      | Ligue Europa                                   | Huitièmes de finale                            | Olympiakos                                     | 0 - 1                                          | 2 - 1                                          | 2E - 2                                         |
| 2011-2012                                      | Ligue Europa                                   | Quarts de finale                               | Sporting CP                                    | 1 - 1                                          | 1 - 2                                          | 2 - 3                                          |
| 2012-2013                                      | Ligue Europa                                   | Barrages Q                                     | Dinamo Bucarest                                | 2 - 1                                          | 2 - 0                                          | 4 - 1                                          |
| 2012-2013                                      | Ligue Europa                                   | Groupe K                                       | Bayer Leverkusen                               | 2 - 0                                          | 0 - 0                                          | Premier                                        |
| 2012-2013                                      | Ligue Europa                                   | Groupe K                                       | Rosenborg BK                                   | 3 - 1                                          | 2 - 1                                          | Premier                                        |
| 2012-2013                                      | Ligue Europa                                   | Groupe K                                       | Rapid Vienne                                   | 2 - 0                                          | 0 - 1                                          | Premier                                        |
| 2012-2013                                      | Ligue Europa                                   | Seizièmes de finale                            | Newcastle United                               | 0 - 1                                          | 0 - 0                                          | 0 - 1                                          |
| 2013-2014                                      | Ligue des champions                            | Troisième tour Q                               | PAOK Salonique                                 | 1 - 1                                          | 2 - 1                                          | 3 - 2                                          |
| 2013-2014                                      | Ligue des champions                            | Barrages Q                                     | Schalke 04                                     | Disqualification                               | Disqualification                               | Disqualification                               |
| 2014-2015                                      | Ligue Europa                                   | Barrages Q                                     | Ruch Chorzów                                   | 0 - 0                                          | 1 - 0                                          | 1 - 0                                          |
| 2014-2015                                      | Ligue Europa                                   | Groupe L                                       | Legia Varsovie                                 | 0 - 1                                          | 1 - 2                                          | Quatrième                                      |
| 2014-2015                                      | Ligue Europa                                   | Groupe L                                       | Trabzonspor                                    | 1 - 2                                          | 1 - 3                                          | Quatrième                                      |
| 2014-2015                                      | Ligue Europa                                   | Groupe L                                       | KSC Lokeren                                    | 0 - 1                                          | 0 - 1                                          | Quatrième                                      |

1. ↑  Le Metalist Kharkiv est disqualifié de toutes compétitions européennes pour la saison 2013-2014 le 14 août 2013 en raison d'une affaire de matchs truqués datant de la saison 2007-2008[4]. Le club ne peut donc prendre part au barrage.

## Personnalités du club

### Présidents du club
- Dmytro Droznyk (1992 – 1994)
- Valeriy Buhay (1996 - 2001)
- Oleksandr Feldman (2001 - 2004)
- Oleksandr Yaroslavsky (2005 - 2012)
- Serhiy Kurchenko (2012 - 2016)
  - Entre 2016 et 2020, le club a été dissous puis refondé en 2020, sous le nom de Metal Kharkiv.
- Yevhen Krasnikov (2020 - 2021)
- Oleksandr Yaroslavsky (depuis 2021)

### Entraîneurs du club
La liste suivante présente les différents entraîneurs connus du club.
- Adam Bem (1946-1948)
- Nikolaï Oussikov (1949-1955)
- Aleksandr Chetsov (janvier 1956-juin 1956)
- Ivan Zolotoukhine (juillet 1956-1958)
- Vitali Zoub (uk) (1959-juillet 1962)
- Viktor Jyline (en) (juillet 1962-juillet 1963)
- Viktor Novikov (ru) (août 1963-1964)
- Ievgueni Ieliseïev (1965-juillet 1966)
- Viktor Kanevski (juillet 1966-août 1971)
- Viktor Terentiev (en) (janvier 1972-mai 1972)
- Youri Voïnov (juin 1972-1973)
- Mykola Koroliov (uk) (1974)
- Vitali Zoub (uk) (1974-1975)
- Oleg Ochenkov (juin 1975-mai 1976)
- Adolf Poskotine (en) (mai  1976-décembre 1976)
- Yevhen Lemeshko (en) (1977-1988)
- Leonid Tkatchenko (en) (1989-février 1993)
- Viktor Aristov (en) (mars 1993-juin 1993)
- Yevhen Lemeshko (en) (août 1993-novembre 1993)
- Oleksandr Dovbiy (en) (novembre 1993-avril 1994)
- Viktor Kamarzayev (en) (mai 1994-décembre 1995)
- Viktor Udovenko (en) (janvier 1996-août 1996)
- Mykhailo Fomenko (août 1996-juin 2000)
- Leonid Tkatchenko (en) (juillet 2000-décembre 2000)
- Vitaliy Shalychev (en) (janvier 2001-juin 2001)
- Mykhailo Fomenko (juin 2001-octobre 2002)
- Valentyn Kryachko (en) (novembre 2002-mai 2003)
- Hennadyy Litovchenko (juillet 2003-décembre 2004)
- Oleksandr Zavarov (janvier 2005-juin 2005)
- Myron Markevych (juin 2005-février 2014)
- Ihor Rakhayev (en) (février 2014-juin 2015)
- Oleksandr Sevidov (juin 2015-avril 2016)
- Oleksandr Pryzetko (en) (avril 2016-juin 2016)
- Club inactif (juin 2016-juin 2021)
- Oleksandr Kucher (depuis juin 2021)

### Joueurs emblématiques du club
La liste suivante présente des joueurs dont le passage au club est considéré comme notable,.
- Viktor Aristov (en) (1967-1973)
- Oleksandr Babkine (1928-1934)
- Nodar Batchiachvili (1978-1982)
- Stanislav Bernikov (uk) (1977-1983)
- Leonid Buryak (1987-1988)
- Oleh Derevynsky (uk) (1987-1991)
- Ihor Iakoubovski (uk) (1982-1990)
- Oleksandr Ivanov (en) (1981-1991)
- Viktor Kamarzayev (en) (1981-1986)
- Viktor Kaplun (en) (1976-1977, 1982-1984)
- Klym Khatchatourov (1960-1961, 1964-1965)
- Mykola Koroliov (1956-1967, 1969-1970)
- Stanislav Kostiouk (1960-1966)
- Aleksandr Kosolapov (ru) (1974-1978, 1980-1983)
- Ihor Kutyepov (en) (1982-1990)
- Serhiy Kuznetsov (en) (1980-1987)
- Serhiy Malko (uk) (1974-1975, 1978-1982)
- Viktor Maryenko (1960-1962)
- Ivan Natarov (1928-1937)
- Yevhen Nesmian (1963-1971)
- Mykola Ouhraïtsky (1956-1962)
- Yevhen Panfilov (1957-1969)
- Rostyslav Pototchniak (uk) (1978-1983)
- Leonid Saakov (uk) (1980-1984)
- Viktor Souslo (uk) (1981-1984, 1986-1991)
- Yuriy Syvukha (en) (1976, 1979-1988)
- Leonid Tkachenko (en) (1978-1984)
- Vitali Zoub (uk) (1956-1958)
- Oleksandr Baranov (en) (1986-1990, 1994)
- Marko Dević (2006-2012, 2013-2014)
- Edmar (2008-2015)
- Oleksandr Horyaïnov (1993-1996, 1997-2003, 2005-2017)
- Viktor Ialovsky (uk) (1982-1984, 1987-1992)
- Viktor Ivanenko (uk) (1997-2001)
- Serhiy Kandaurov (1990-1993, 2001-2002)
- Oleksandr Karabouta (uk) (1991-2000)
- Vadym Kolesnyk (en) (1991-1995)
- Rouslan Kolokolov (uk) (1988-1991, 1997-1998)
- Valentyn Kryachko (en) (1975-1981, 1983, 1985-1986, 1994)
- Volodymyr Linke (en) (1976-1985, 1994-1996)
- Denys Oliynyk (2009-2011)
- Ivan Pantchichine (uk) (1985-1994, 1996-1997)
- Roman Pets (en) (1990-1993, 1998-2004)
- Oleksandr Pomazun (en) (1990-1993)
- Vitaliy Pushkutsa (en) (1992-1994, 2002-2004)
- Oleksandr Rykun (en) (2007-2010)
- Oleh Shelayev (2009-2014)
- Valentyn Slyusar (2005-2010)
- Yuri Tarasov (en) (1983-1990, 1991, 1993-1994)
- Serhiy Valyayev (2005-2012)
- Sebastián Blanco (2011-2014)
- Jonathan Cristaldo (2011-2014)
- Papu Gómez (2013-2014)
- José Sosa (2011-2014)
- Cristian Villagra (2010-2015)
- Cleiton Xavier (2011-2015)
- Jajá (2008-2010, 2013-2014)
- Taison (2010-2013)
- Lasha Jakobia (2004-2006, 2007)
- Vitalie Bordian (2005-2012)
- Gouram Adjoïev (en) (1986-1989, 1991-1993)
- Seweryn Gancarczyk (2006-2009)
- Papa Gueye (2006-2015)
- Milan Obradović (2006-2013)
- Dmitri Khomukha (en) (1989-1994)

## Logos du club

1985-1987
1988-1989
1990-1992
1993-1996
1996-2016 ; 2021-